# Porto d'Ercole
Il porto d'Ercole, noto anche come porto Ercole (in francese port Hercule; in sigla "MON"), o come rada di Monaco, è un'insenatura naturale situata nel quartiere della Condamina che si affaccia sul Mar Ligure, infrastruttura del Principato di Monaco dedicata al turismo, al diporto nautico e alle crociere, attorno al quale si è sviluppato il nucleo storico dell'omonimo principato.

## Storia
Il portus Herculis Monoeci fu probabilmente fondato dai coloni focesi di Massalia (Marsiglia). Ricordato già dal sec. VI a. C. per il santuario di Ercole Moneco, la leggenda attribuiva ad Ercole, vittorioso sui Liguri delle Alpi Marittime, la fondazione della arx Monoeci e del porto. Nella frastagliata costa ligure, la rada di Monaco rappresentava un'importante ricovero per le imbarcazioni ancora per tutto il medioevo.

## Ampliamento
Tra il 2002 e il 2014 sono stati effettuati i lavori di ampliamento del porto con l'installazione di una diga semigalleggiante in calcestruzzo armato ancorata alla terraferma non lontano dal Fort Antoine e al fondo marino con delle ancore, la struttura, pesante 163.000 t e che misura 352 m di lunghezza e 28 m di larghezza in superficie, ha una base di 44 m di larghezza, un'altezza totale dalla base alla banchina di 19 m di cui 16 immersi e 3 emersi. Realizzata ad Algeciras, in Spagna è stata trainata sino a Monaco via mare tramite rimorchiatori per 1480 km.
Sulla diga sorgono la spiaggia del Solarium, in prossimità del forte, e la stazione marittima del principato.

## Nella cultura di massa
Nel 1995 il porto  fece da set cinematografico nel film GoldenEye della saga su James Bond. Bond (interpretato per la prima volta da Pierce Brosnan), prova a fermare Xenia Onatopp (Famke Janssen) dal rubare un elicottero, ma riesce a fuggire quando Bond viene multato dalla polizia locale che non sa chi sia.